# Violon, verres, pipe et ancre
Violon, verres, pipe et ancre ou Souvenir du Havre est un tableau peint par Pablo Picasso en 1912. Cette huile sur toile cubiste est conservée au Veletržní palác, à Prague.

## Expositions
- Apollinaire, le regard du poète, musée de l'Orangerie, Paris, 2016 — n°138.
- Le Cubisme, Centre national d'art et de culture Georges-Pompidou, Paris, 2018-2019.